# Allene Ray
Allene Ray (nacida como Allene Ray Burch; 2 de enero de 1901–5 de mayo de 1979) fue una actriz de cine estadounidense.

## Primeros años
Nacida en Devine, Texas, Ray creció en el rancho de su padre con sus cuatro hermanas y dos hermanos. Ya aprendía a montar a los 3 años y a los 20 años se había convertido en "una amazona consumada".
Su primer trabajo relacionado con el cine fue vender entradas en un cine, y su primera aparición en una película se produjo cuando Harry Myers llegó a Texas. Rodó dos rollos de película con Ray antes de marcharse. Su siguiente oportunidad en el cine llegó en 1920, cuando ganó un concurso de belleza de una editorial después de que su hermana presentara su fotografía como candidata.

## Carrera
Al ganar el concurso, firmó un contrato con una agencia de talentos, que suprimió su apellido por motivos profesionales. Hizo dos películas en Texas para la agencia Sawyer and Lubin antes de que la Metro-Goldwyn-Mayer comprara su contrato.
Ray se convirtió en una heroína en serie para Pathe Pictures, actuando y realizando acrobacias que incluían montar a caballo, "tambalearse en los tejados de los edificios y saltar a los lagos". En una entrevista realizada en 1978, explicó que la empresa no contrataba dobles, sino que cada actor y actriz tenía que hacer sus propias escenas de riesgo.
Entre sus películas destacan Honeymoon Ranch (1920), West of the Rio Grande (1921) y Partners of the Sunset (1922). Esta última la rodó para la Lubin Corporation. En The Fortieth Door (1924), Ray decidió llevar una peluca morena, ya que la película estaba protagonizada por una heroína egipcia. Formó equipo con la estrella de acción Walter Miller en una larga serie de seriales, entre ellos The Way of a Man (1924), Sunken Silver (1925), Hawk of the Hills (1927) y The Black Book (1929). La asociación Miller-Ray terminó abruptamente en 1929, cuando la nueva tecnología del cine sonoro reveló que la voz aguda de Ray no encajaba con su personalidad aventurera en la pantalla.
Allene Ray hizo algunas películas sonoras, interpretando papeles de ingenua poco exigente en sólo cinco películas más: el primer largometraje sonoro de cine B de wéstern, Overland Bound (1929), el primer serial sonoro de wéstern, The Indians Are Coming (1930), Westward Bound (1930), Gun Cargo (rodada en 1930, inédita hasta 1949) y The Phantom (1931).

## Vida personal
El 20 de julio de 1925, Ray se casó con el productor de cine Larry Wheeler en Tijuana, México. Tras abandonar el mundo del cine en 1931, Ray trabajó como costurera y montadora en Temple City, California, tras lo cual se matriculó en una escuela inmobiliaria y aprobó un examen para convertirse en agente de la propiedad inmobiliaria. Trabajó con su marido, que también había dejado el cine para dedicarse al sector inmobiliario.
En 1940 se trasladaron a Temple City, California, y siguieron casados hasta la muerte de él en 1958. Continuó como agente inmobiliaria hasta que se jubiló en 1965. Murió de cáncer en 1979, a los 78 años, en Temple City.[cita requerida]

## Filmografía
| - Your Friend and Mine (1923) - Times Have Changed (1923) - The Way of a Man (1924) - The Fortieth Door (1924) - Ten Scars Make a Man (1924) - Galloping Hoofs (1924) - Sunken Silver (1925) - Play Ball (1925) - The Green Archer (1925) - Snowed In (1926) - The House Without a Key (1926) | - Melting Millions (1927) - Hawk of the Hills (1927) - The Man Without a Face (1928) - The Yellow Cameo (1928) - The Terrible People (1928) - Overland Bound (1929) - The Black Book (1929) - The Indians Are Coming (1930) - Westward Bound (1930) - The Phantom (1931) |